# Marcel Rémy
Marcel Rémy (* 6. Februar 1923 in Les Cases (Montbovon) im Greyerzbezirk, Kanton Freiburg; † 10. Juli 2022 in Bossière (Lutry), Kanton Waadt) war ein Schweizer Bergsteiger und Kletterer sowie der vermutlich älteste aktive Kletterer weltweit.

## Leben
Marcel Rémy wurde in dem kleinen Dorf Les Cases (Montbovon) im Greyerzbezirk in der französischsprachigen Schweiz als Sohn von François und Bertha Rémy geboren und wuchs in einfachen Verhältnissen auf. François Rémy war Gleisarbeiter bei den Schweizerischen Bundesbahnen (SBB), Bertha Rémy war ebenfalls bei der Eisenbahn beschäftigt und für die Einstellung von Weichen und Überprüfung von Tunnelbeleuchtungen zuständig. Trotzdem musste das Einkommen durch die Haltung von Vieh und durch einen großen Gemüsegarten aufgebessert werden. Dabei musste Marcel Rémy bereits als Kind hart mitarbeiten, wie etwa beim Melken von Ziegen, bei der Käseherstellung und beim Wasserholen vom Brunnen. Zu seinem Vater, der ihn ständig maßregelte und ihm Vorwürfe machte, hatte er ein angespanntes Verhältnis. Mit 18 Jahren verliess er sein Elternhaus, was ihm sein Vater ein Leben lang nicht verzieh. Erst arbeitete er als Landarbeiter, mit 20 Jahren fand er eine Anstellung bei der SBB, die es ihm ermöglichte, viel in der freien Natur zu sein.
Am 1. Februar 1942 wurde das Haus der Familie Rémy durch eine Lawine verschüttet. Die Mutter und seine Schwester Yolanda starben, sein Bruder Roland trug erhebliche Schäden davon – Marcel kümmerte sich ein Leben lang um ihn. Im Jahr 1943 wurde Rémy zur Schweizer Armee eingezogen. Dort erhielt er eine gründliche alpine Ausbildung. Sie brachte ihm die Alpen näher und nach seiner Militärzeit verbrachte er viel Zeit in den Bergen, sowohl mit Skifahren als auch mit Klettern. Dabei lernte er Rachel kennen, zwei Jahre später heirateten sie und liessen sich in Montreux nieder. 1953 kam ihr Sohn Claude zur Welt, 1956 ein weiterer Sohn namens Yves. Rémy brachte beiden Söhnen das Bergsteigen in den Alpen und die Grundlagen des Kletterns bei. Marcel Rémy nahm immer wieder Gruppen von Jugendlichen in die Berge mit und vermittelte ihnen Kletter- und vor allem Sicherungstechniken. Wegen seiner warmherzigen Art, seiner Hilfsbereitschaft und seines umfangreichen Wissens waren diese Touren sehr begehrt.
Marcel Rémy lebte zuletzt allein in seiner Wohnung, in der Bahnstation Bossière (Lutry), am Ufer des Genfersees, nachdem seine Frau bereits seit einigen Jahren in einem Alterspflegeheim gelebt hat. Am 10. Juli 2022 starb Rémy im Alter von 99 Jahren zu Hause im Schlaf.

## Alpinistische Karriere
In den 1950er und 1960er Jahren bestieg er zahlreiche Viertausender in der Schweiz und in Frankreich. Bis Anfang der 1970er Jahre war er ein klassischer Bergsteiger, d. h., er war nicht im extremen Fels unterwegs, sondern hatte als Ziel das Erreichen des Gipfels vor Augen – mit dieser Ansicht entsprach er dem Zeitgeist. So bestieg er im Sommer 1956 in nur 3 Tagen den Mont Blanc (4810 m) und den Dent du Géant (4013 m). Er hatte mehrfach Bergunfälle. Bei der Besteigung des Matterhorns rutschte er beim Abstieg an einem Firnhang aus; der Sturz wurde nur durch die Geistesgegenwart seines Seilpartners gestoppt. Er wurde im hochalpinen Bereich viermal von Lawinen mitgerissen, aber nie tief verschüttet, sodass er sich selbst befreien konnte.
Angeregt durch seine Söhne, die sich mehr und mehr dem extremen Felsklettern widmeten, orientierte er sich Ende der 1960er Jahre an schwierigen alpinen Klettertouren und besuchte die wesentlichen alpinen Klettergebiete sowohl in den Alpen wie auch außerhalb, darunter so namhafte Gebiete wie die Gorges de Verdon. In den 1990er Jahren weitete er seinen Aktionsbereich auf Kalymnos aus, das in diesen Jahren zu einem gefragten Klettergebiet wurde.
Besonders liebte er den Miroir de l’Argentine, eine steile 450 m hohe Kalkplatte in der Nähe von Gryon in den Waadtländer Alpen, die grösste ihrer Art in den Alpen. Hierher kehrte er immer wieder zurück und durchstieg sie mehr als 200 Mal auf unterschiedlichen Touren, meist überschlagend führend. 2017, im Alter von 94 Jahren, kletterte er noch eine anspruchsvolle, lange Alpintour mit 14 Seillängen an diesem Fels (Wandhöhe 450 m, Schwierigkeit 5b/5c). Hier wurde erstmals dokumentiert, dass jemand in diesem Alter in der Lage war, solche Schwierigkeiten und anhaltende Belastungen zu meistern. Im Alter von 96 Jahren gelang ihm noch die Mehrseillängen-Route „Les Guepes“ in St. Loup in oberen Schwierigkeitsgraden (6a).
Rémy war zeitlebens ein aktiver Kletterer und kletterte bis ins hohe Alter. Dabei hielt er nicht an alten Traditionen fest, sondern öffnete sich immer wieder für neue Formen des Kletterns. So war er auch im Alter von 99 Jahren – trotz eines 1980 implementierten Herzschrittmachers und einer Hüftprothese – noch jede Woche in der Kletterhalle, trainierte und orientierte sich an neuen Bewegungsabläufen. Er war davon überzeugt, dass dieses anhaltende Training ihm half, noch im hohen Alter fit und wach zu sein.

## Besteigungen
Rémy war sein Leben lang als Bergsteiger und Kletterer aktiv. Er hatte ein beeindruckendes Tourenbuch, darin sind folgende Höhepunkte verzeichnet:
In den 1950er und 1960er Jahren erstieg er zahlreiche Viertausender in der Schweiz und in Frankreich, zum Beispiel das Matterhorn (4478 m) und den Mont Blanc (4810 m).
Seit Ende der 1960er Jahre kletterte er schwierige Klettertouren mit seinen Söhnen Claude und Yves wie:
- 1968 Miroir de l’Argentine, Waadtländer Alpen, Voie Directe, 5a
- 1972 Cirque d’Archiane, Vercors, Voie du Levant, 6a
- 1978 Gorges du Verdon, Les Ecureuils, Eperon Sublime, 6b
- 1981 Petite Dent de Morcles (2969 m), Berner Alpen, zwei Neurouten, jeweils 6a/A 1
- 2003 Miroir de l’Argentine, Waadtländer Alpen, Voie Remix, 5c+
- 2009 Miroir de l’Argentine, Waadtländer Alpen, Voie Normale, 5a, jede zweite Seillänge im Vorstieg (mit 86 Jahren)
- 2010 „Stars on Stage“, 6a, Kalymnos, Griechenland
- 2015 Madwall, „F.O.S.L.“, Leonidi, Griechenland, 5c, mit 92 Jahren im Vorstieg